# Amortecimento
O amortecimento, ou atrito interno, é um fenômeno físico observado em sistemas mecânicos que experimentam a dissipação de energia mecânica sob a forma de calor, ruído, atrito viscoso, por histerese ou atrito seco. A existência de pelo menos uma força não conservativa no sistema mecânico, realizando trabalho, implica uma perda de energia mecânica, portanto a ocorrência de amortecimento. É uma das propriedades mais sensíveis de materiais e estruturas, tanto em escala macro quanto microscópica,  sendo extremamente sensível à presença de trincas e micro-trincas. O amortecimento determina a amplitude de vibração na ressonância em função do tempo e, o tempo de persistência da vibração após cessada a excitação.
A aplicação clássica do amortecimento está na construção civil, na análise de componentes e sistemas pertencentes à construção mecânica, como em automóveis e máquinas. É o amortecimento que garante a integridade de estruturas no caso de abalos sísmicos (sismo). Sua caracterização vem sendo utilizada também no estudo de concretos para avaliação do dano causado por choque térmico, por exemplo.   A caracterização do amortecimento permite o monitoramento das trincas e micro-trincas que ocorrem no material e determinam sua vida útil. 

Na engenharia mecânica, os efeitos indesejados das vibrações mecânicas por vezes é corrigido por um sistema de amortecimento permitindo a execução de um movimento das máquinas que não comprometa a curto prazo todos os componentes do projeto estrutural, garantindo a vida útil de peças, sobretudo daquelas que representam um custo mais elevado.

## Tipos de amortecimento
O amortecimento de um sistema ou material pode ser classificado de três formas principais: 
- Amortecimento viscoso: Amortecimento viscoso é o mecanismo de amortecimento mais comumente usado em análise de vibrações. Quando sistemas mecânicos vibram em um meio fluido como ar, gás, água e óleo a resistência oferecida pelo fluido ao corpo em movimento faz que a energia seja dissipada. Nesse caso, a quantidade de energia dissipada depende de muitos fatores como o tamanho e a forma do corpo em vibração, a viscosidade do fluido, a frequência de vibração e a velocidade do corpo em vibração. No amortecimento viscoso, a força de amortecimento é proporcional à velocidade do corpo vibratório.
- Amortecimento de Coulomb (atrito seco): Muitos sistemas mecânicos são modelados levando em conta o amortecimento de coulomb, comumente chamado de atrito seco, devido a sua simplicidade mecânica, além disso, muitas vezes em um sistema vibratório, os elementos entram em contato uns com os outros, reforçando a modelagem do atrito como interno ao sistema. Para este caso, a magnitude da força de amortecimento é constante e no sentido oposto ao movimento vibratório. Para um sistema com amortecimento de coulomb, temos as seguintes características:  1.  A equação de movimento é não linear com amortecimento de coulomb, ao passo que é linear com amortecimento viscoso  2. A frequência natural do sistema permanece inalterada com a adição de amortecimento de Coulomb, ao passo que é reduzida com a adição de amortecimento viscoso.  3. O movimento é periódico com amortecimento de Coulomb, ao passo que pode ser não periódico em um sistema viscosamente amortecido (superamortecido).  4. O sistema entra em repouso após algum tempo com amortecimento de Coulomb, ao passo que teoricamente, o movimento continua para sempre (talvez com uma amplitude infinitesimalmente pequena) com amortecimento viscoso ou por histerese.  5. A amplitude é reduzida linearmente com amortecimento de Coulomb, ao passo que a redução é exponencial no amortecimento viscoso.
- Amortecimento histerético (sólido ou material): Quando um material é deformado, ele absorve e dissipa energia. O efeito deve-se ao atrito entre os planos internos, que deslizam ou escorregam enquanto as deformações ocorrem. Quando um corpo com amortecimento material é sujeito à vibração, o diagrama tensão-deformação mostra um ciclo de histerese. A área desse ciclo denota a energia perdida por unidade de volume do corpo por ciclo devido ao amortecimento.

## Métodos de determinação
Há diversos métodos para determinação do amortecimento, os quais podem ser obtidos basicamente por dois caminhos: 
- método do decremento logarítmico:
- método da largura de meia banda de potência

O método do decremento logarítmico leva em conta a duração da resposta do sistema a uma excitação transitória, uma excitação por impulso.
O decremento logarítmico é calculado a partir de um simples impulso provocado no sistema (em vibração livre) através da razão entre duas amplitudes sucessivas do sinal. O termo decremento logarítmico refere-se à taxa de redução logarítmica, relacionada com a redução do movimento após o impulso, pois a energia é transferida para outras partes do sistema ou é absorvida pelo próprio elemento. Este é o método mais utilizado para calcular o amortecimento. Quando um sistema oscilatório com um grau de liberdade, com amortecimento viscoso é excitado por um impulso, sua resposta vem na forma de decaimento no tempo.
Já o método da largura de meia banda de potência calcula o amortecimento através da análise da frequência do sinal oriundo da vibração, a partir da relação entre a largura de banda e a frequência central de uma ressonância. 
Ambos os métodos consideram um modelo para os cálculos, normalmente o modelo de amortecimento viscoelástico. A escolha do método depende principalmente da faixa do amortecimento e da frequência de vibração. Equipamentos modernos utilizam softwares avançados em acordo com normas nacionais e internacionais para realizar os cálculos. 